# Точильный (Иркутская область)
Точильный — посёлок в Тайшетском районе Иркутской области России. Входит в состав Половино-Черемховского муниципального образования. Находится примерно в 40 км к северо-западу от районного центра.

## Население
По данным Всероссийской переписи, в 2010 году в посёлке проживало 17 человек (9 мужчин и 8 женщин).